# کوران (مهاباد)
کوران نام روستایی است که در کیلومتر ۶۰ جاده مهاباد سردشت واقع شده‌است.